# Mikael Svensson
Mikael Svensson (Michael Svensson), född 9 januari 1965 i Boden, är en svensk f.d. medeldistanslöpare. Svenssons främsta merit är en semifinalplats på 1 500 meter vid VM i friidrott i Tokyo i september 1991. Hans personliga rekord på sträckan, 3.37,88 (som noterades i Malmö tidigare samma år) ger honom en femte plats genom tiderna i Sverige. Svensson representerade under sin aktiva karriär främst Piteåklubben Riviera FI.
Mikael doktorerade 2003 i medicin med inriktning mot idrottsfysiologi vid Karolinska Institutet och arbetar idag som lärare och forskare inom idrottsfysiologi vid Idrottsmedicinska enheten, Umeå universitet.